# Conferencia de Ministros de Relaciones Exteriores de los Países No Alineados de 1975
La Conferencia de Ministros de Relaciones Exteriores de Países No Alineados de 1975 se llevó a cabo en Lima, Perú entre el 25 y el 30 de agosto. Los países no alineados acordaron establecer el Fondo de Solidaridad para el Desarrollo Económico y Social, así como el Fondo Especial para la Financiación de Existencias de Estabilización de Materias Primas y Productos Primarios Exportados por Países en Desarrollo.
Los ministros de Relaciones Exteriores de los países miembros del Movimiento de Países No Alineados felicitaron la victoria de Vietnam del Norte en la Guerra de Vietnam, condenaron a los Estados Unidos de América por lo que llamaron sabotaje de la independencia de Camboya e invitaron a la disolución de la Organización del Tratado del Sudeste Asiático. Además de los temas relacionados con los eventos en el sudeste asiático, la reunión también abordó los temas relacionados con el conflicto israelí-palestino.
La reunión presentó la decisión formal de aceptar la propuesta de Tanjug de enero de 1975 sobre el establecimiento del Pool de las Agencias de Prensa No-Alineadas.Corea del Norte fue admitida como el estado miembro más nuevo del movimiento. En un esfuerzo por establecer relaciones más estrechas con los países no alineados, el Partido Laborista Australiano, liderado por el gobierno australiano de Gough Whitlam, decidió que Australia participara en el evento como país invitado.